# Wolfgang Abshagen
Hans Joachim Wolfgang Abshagen (* 17. November 1897 in Stralsund; † 21. August 1945 in Brest, Weißrussische Sozialistische Sowjetrepublik) war ein deutscher Offizier der Wehrmacht, der an der Vorbereitung des Attentats vom 20. Juli 1944 beteiligt war.

## Leben

### Kaiserzeit bis 1918
Wolfgang Abshagen wurde als Jüngstes von sechs Geschwistern 1897 in der Stralsunder Sarnowstraße geboren. Einer seiner Brüder ist der Schriftsteller Karl Heinz Abshagen.
1915 legte Abshagen im Alter von 17 Jahren das Notabitur an der Oberrealschule in Stralsund ab und meldete sich mit Einverständnis seines Vaters zum Kriegsdienst in der Kaiserlichen Marineinfanterie, um dort aktiver Offizier zu werden. Er nahm am Ersten Weltkrieg ab 1916 in Flandern teil, wurde Fähnrich und bald Leutnant. Über die militärische Führung des Krieges enttäuscht, beantragte Abshagen 1917 seine Versetzung vom aktiven Dienst in die Reserve. Da es bei der als Eliteeinheit geltenden Marineinfanterie noch nie einen solchen Antrag gegeben hatte, wurde dieser dem Kaiser vorgelegt, der ihm durch eine Kabinettsorder zustimmen ließ.

### Weimarer Republik
Nach Kriegsende absolvierte Abshagen eine Lehre in der Lackfabrik Carl Becker, in der sein Vater Leiter und Prokurist war. Danach trat er in die von seinen Brüdern Kurt und Karl Heinz in Wandsbek bei Hamburg gegründete Firma Abshagen, Kegel & Co ein, die gleichfalls Lacke und Farben produzierte, und wurde auch Gesellschafter.
Am 31. Oktober 1922 verlobte sich Abshagen mit Irmgard Wilken, die er am 25. Januar 1923 heiratete. Seine Braut hatte im Krieg als Laborantin in den Höchster Farbwerken gearbeitet. Das Ehepaar hatte zwei Kinder, Ilse (* 1924) und Hans Ulrich (1926–2017).
Nach dem Brand und Totalschaden der Firmengebäude, wechselte Abshagen auf Rat seines älteren Bruders Otto hin in die Filmbranche. Dieser war inzwischen Vorstandsassistent bei der Deutschen Bank, die als bedeutende Finanzkraft hinter der UFA-Filmgesellschaft stand.
In der Publikation „Deutscher Wirtschaftsführer“ von 1929 wird unter „W. Abshagen“ der Eintrag „Dir. u. Vorstandsmitgl. National-Film, AG; Vorstandsmitgl. d. National-Filmverleih- u. Vertriebs-AG; Geschäftsf. d. National-Film-Theater-G.m.b.H.“ verzeichnet. Als die National Filmverleih- und Vertriebs-AG 1929 in wirtschaftliche Schwierigkeiten geriet, war es Abshagen, der der Warner Brothers Inc. die Aktienmehrheit übertrug.

### Zeit des Nationalsozialismus
Abshagen beantragte am 4. November 1937 die Aufnahme in die NSDAP und wurde rückwirkend zum 1. Mai desselben Jahres aufgenommen (Mitgliedsnummer 5.848.915). 1939 war er zudem förderndes Mitglied der SS, sowie Mitglied in der NSV, dem Reichsluftschutzbund, Reichskolonialbund, NS-Reichskriegerbund und der Kameradschaft der Deutschen Künstler. Bis zum Zweiten Weltkrieg war er Geschäftsführer der Filmtheatergesellschaft Hugo Lemke, zu der in Berlin 14 Kinos gehörten, darunter der Titania-Palast und das Marmorhaus.
Abshagen nahm in den 1930er Jahren an Reserveübungen der Wehrmacht teil. Bei Kriegsbeginn am 1. September 1939 wurde er zur Abteilung Abwehr II (Sabotage und Zersetzung) des Amtes Ausland/Abwehr im Oberkommando der Wehrmacht (OKW) einberufen und konnte dadurch während des Krieges mit Ehefrau und zwei Kindern in Berlin-Lankwitz wohnen bleiben. Als Leiter der Chefabteilung fungierte er als Adjutant von Helmuth Groscurth sowie Erwin von Lahousen. Im August 1943 wurde Abshagens Domizil in Lankwitz ausgebombt. Die Familie kam bei Freunden unter. 1944 wurde Abshagen vom Amt Ausland/Abwehr als Chef der Leitstelle 2 West für Frontaufklärung nach Paris versetzt. Nach mündlicher Überlieferung in der Familie hat er in dieser Zeit jüdischen Mitbürgern zur Flucht verholfen.
Im Anschluss an das Attentat vom 20. Juli 1944 wurde Abshagen in Paris verhaftet und im Moabiter Zellengefängnis Lehrter Straße inhaftiert. Grund war, dass der Freigabeschein für den von Oberst Graf Stauffenberg beim Attentat verwendeten Sprengstoff die Unterschrift von Abshagen trug. Da die Zeugen für die Mitwirkung von Abshagen an der Vorbereitung des Attentats, Oberst Wessel Freytag von Loringhoven und Oberstleutnant Werner Schrader, sich das Leben genommen hatten, erfolgte im November 1944 seine Entlassung aus Mangel an Beweisen. Allerdings erfolgte die unehrenhafte Entlassung Abshagens aus der Wehrmacht als Major der Reserve. Der Militärhistoriker Klaus A. Maier ist der Meinung, dass der Besuch des 17-jährigen Sohns Hans Ulrich beim Gestapochef SS-Gruppenführer Heinrich Müller die Freilassung von Abshagen begünstigt habe.
Abshagen wurde im Mai 1945 von der sowjetischen Spionageabwehr Smersch („Tod den Spionen“) in Berlin verhaftet und am 25. Juni 1945 in Fürstenberg/Havel wegen seiner Tätigkeit im Amt Ausland/Abwehr vom Militärtribunal der 2. Garde-Panzerarmee als Spion zum Tode verurteilt. Sein Gnadengesuch, in dem er schrieb, dass er zusammen mit seiner Frau und seinen beiden Kindern in der Sowjetunion Wiedergutmachungsarbeit leisten wolle, wurde nicht einmal ins Russische übersetzt und damit nicht zur Kenntnis genommen. Das Urteil wurde am 21. August 1945 in Brest, Weißrussland, vollstreckt.

### Nach dem Zweiten Weltkrieg
Nach der Verhaftung Abshagens blieb seine Ehefrau Irmgard ohne Nachricht. Sie begann zusammen mit ihrer Tochter und dem 1946 aus sowjetischer Kriegsgefangenschaft zurückgekehrten Sohn die Suche nach dem verschollenen Mann. Irmgard Abshagen wurde 1965 durch das Deutsche Rote Kreuz aufgrund einer Mitteilung des sowjetischen Roten Halbmondes das Todesdatum August 1945 mitgeteilt. Am 25. Oktober 2000 wurde Wolfgang Abshagen durch die Russische Hauptmilitärstaatsanwaltschaft (GVP) rehabilitiert. Sein Sohn Hans Ulrich erhielt im Jahr 2006 eine verlässliche Information über die Hinrichtung seines Vaters. Er besuchte im Jahr 2007 das vermutliche Grab des Vaters in Brest.
Der Militärhistoriker Klaus A. Maier kam in einer Studie zur Tätigkeit von Abshagen zu dem Ergebnis, dass Abshagen an der Vorbereitung des Attentats vom 20. Juli beteiligt war. In der Gedenkstätte Deutscher Widerstand finden sich in der Schauakte „Fahndungen nach dem 20. Juli“ die Gestapo-Festnahmemeldung zu Abshagen und ein Kurzbericht über dessen Mitwirkung bei der Vorbereitung des Attentats.